# Amelita Alanes
Amelita Alanes-Saberon (* 28. Februar 1952 in La Carlota City als Amelita Alanes) ist eine ehemalige philippinische Leichtathletin, die sich auf den Sprint spezialisiert hat.

## Sportliche Laufbahn
Erste internationale Erfahrungen sammelte Amelita Alanes vermutlich im Jahr 1970, als sie bei den Asienspielen in Bangkok in 25,2 s die Silbermedaille im 200-Meter-Lauf hinter der Japanerin Keiko Yamada gewann. 1972 nahm sie an den Olympischen Spielen in München teil und schied dort im 100-Meter-Lauf mit 12,37 s in der ersten Runde ausschied und über 200 Meter erreichte sie das Viertelfinale, in dem sie mit 24,98 s ausschied. Zudem startete sie auch mit der philippinischen 4-mal-100-Meter-Staffel, wurde dort aber im Vorlauf disqualifiziert. 1973 siegte sie bei den erstmals ausgetragenen Asienmeisterschaften in Marikina in 11,6 s über 100 Meter und gewann über 200 Meter in 25,0 s die Silbermedaille hinter der Japanerin Michiko Morita. Zudem gewann sie mit der Staffel in 47,7 s die Bronzemedaille hinter den Teams aus Japan und Singapur. 1978 nahm sie erneut an den Asienspielen in Bangkok teil und gewann dort mit der Staffel in 47,00 s die Bronzemedaille hinter den Mannschaften aus Thailand und Japan.